# Balto
Pour les articles homonymes, voir Balto (homonymie).
Pour l'adaptation au cinéma, voir Balto (film).
Balto, né en 1919 et mort en 1933, est un chien de traîneau de race husky sibérien.
Il est célèbre pour sa participation à la course au sérum de 1925, à Nome (Alaska), pendant laquelle un médicament anti-diphtérique dut être transporté d'Anchorage à Nome par chemin de fer puis par traîneau à chiens pour combattre une épidémie de cette maladie.

## Historique
Balto est né en Alaska, dans l'élevage de Leonhard Seppala qui travaillait pour une compagnie minière en tant que conducteur de traîneau à chiens. Il a été nommé ainsi en mémoire de l'éleveur de rennes et explorateur norvégien Samuel Balto (en).  
À l'âge de 6 mois, il fut castré car il était trop grand et ses traits étaient considérés trop grossiers pour un husky de l'époque (le standard de l'époque recherchait des chiens plus fins et légers sur pattes, destinés à la course). Avant de connaître la célébrité, Balto effectuait en traîneau des réapprovisionnements pour les miniers[réf. nécessaire]. 
En janvier 1925, la diphtérie, maladie mortelle qui attaque les enfants, se développe à Nome. Du sérum est demandé en urgence à tous les hôpitaux des alentours. Par télégramme, les autorités apprennent qu'il en reste dans la ville d'Anchorage, à 1 600 kilomètres de là. Le blizzard qui souffle en violentes rafales empêche l'acheminement par avion. Il est décidé qu'un train pourra transporter le sérum jusqu'à la ville de Nenana, mais pas plus loin, faute de chemin de fer. Or, Nenana se trouve encore à 1085 kilomètres de Nome. Une seule solution s'offre aux habitants : faire l'aller-retour en traîneau grâce à un attelage tiré par des chiens, un voyage de 25 jours en temps normal. On confia cette mission à Leonhard Seppala qui partit de Nome en direction de Nenana avec un attelage de 20 huskies dirigé par Togo, son meilleur chien de tête.
Alors que Seppala était déjà en route les autorités décidèrent qu'un relais de plusieurs attelages avait des chances de délivrer le précieux sérum plus rapidement. C'est ainsi que 20 mushers et plus de 100 huskies prirent part à la course.
On demanda à Gunnar Kaasen, l'assistant de Seppala, dont l'équipage de huskies était dirigé par Balto, de faire partie du relais. Arrivant au dernier point de contrôle avant Nome, Kaasen trouva son remplaçant endormi. Considérant que son équipage se comportait bien, il décida de poursuivre jusqu'à Nome. Le sérum fut ainsi livré de Nenana à Nome en seulement 5 jours et demi.

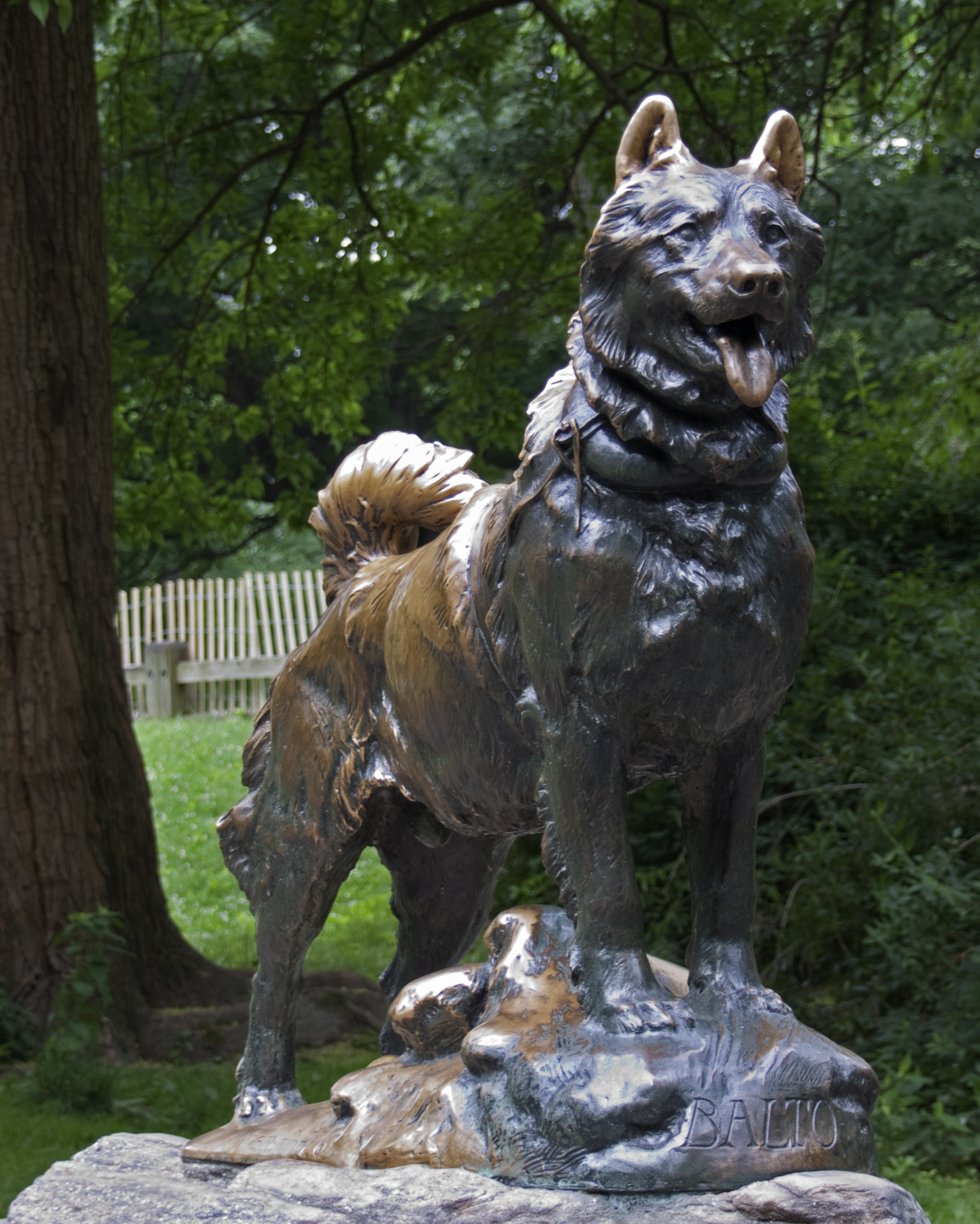
La statue de Balto, située à Central Park, à New York

Kaasen et Balto ayant parcouru la dernière partie du parcours, la presse s'empara de l'histoire et fit de Balto le nouveau héros de la nation. À la fin de l'année, une statue sculptée par F.G. Roth fut érigée à Central Park, à New York, avec ces mots : « Endurance - Fidélité - Intelligence » ainsi qu'une inscription : 

« Cette statue est consacrée à l’esprit invincible des chiens de traîneau qui ont transmis par relais l’antitoxine sur 600 miles de glace rugueuse, à travers les eaux déloyales, par les tempêtes de neige arctique de Nenana au soulagement de Nome en détresse pendant l’hiver de 1925. »

Après la mort de Balto en 1933, à l'âge de 14 ans, son corps a été naturalisé et exposé au musée d'histoire naturelle de Cleveland.

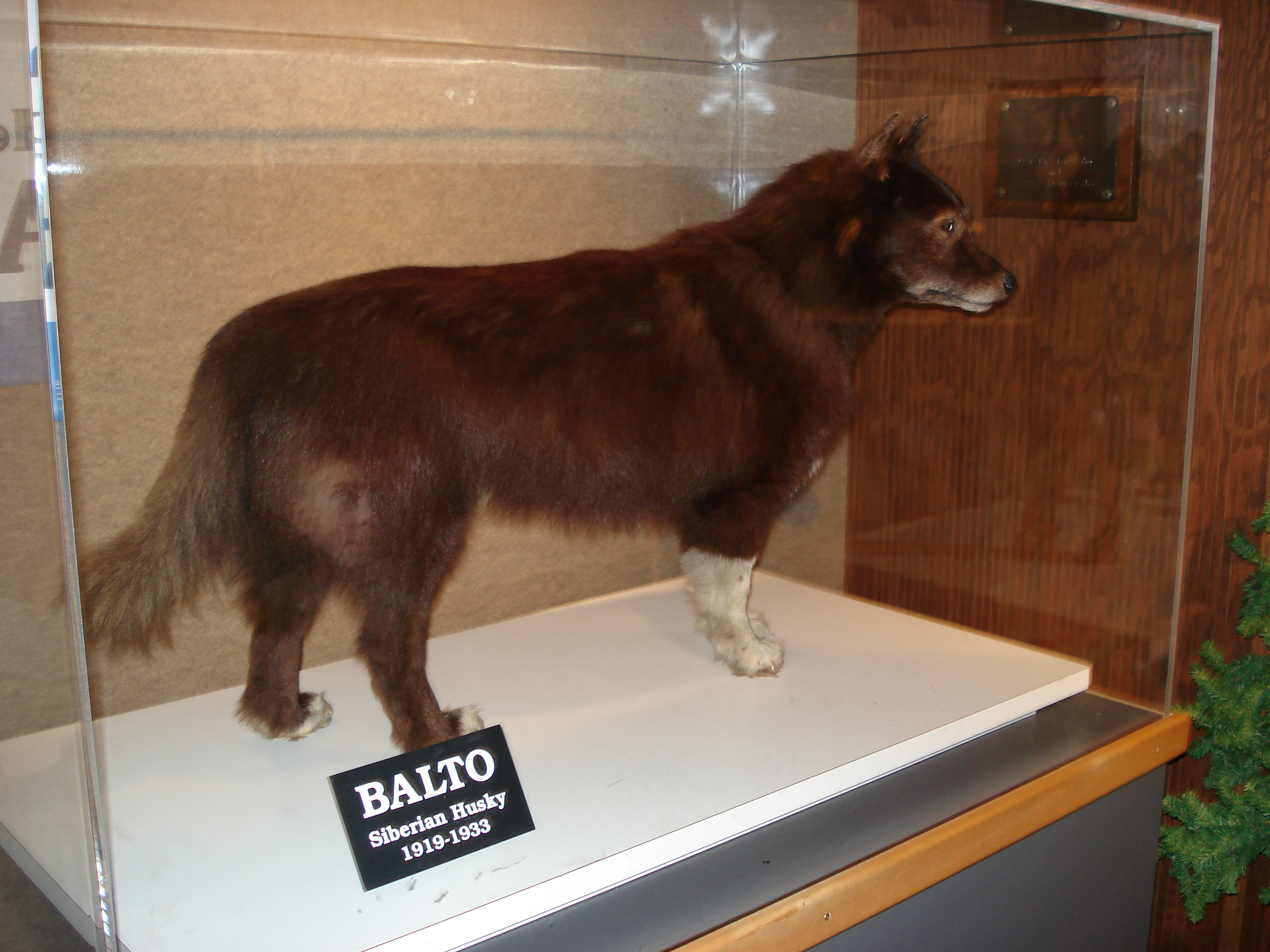
Balto au musée d'histoire naturelle de Cleveland.

Le chemin parcouru par le husky donne lieu à une course de traîneau annuelle, nommée Iditarod, dont la première édition répertoriée a eu lieu en 1973.

## Dans la culture populaire
Un film d'animation, intitulé Balto, Chien-Loup, Héros des neiges a été produit en 1995 par les studios Amblimation.